# Всемирная выставка (1855)
Всемирная выставка трудов промышленности, сельского хозяйства и изящных искусств (фр. Exposition Universelle des produits de l’Agriculture, de l’Industrie et des Beaux-Arts) — вторая по счёту всемирная выставка и первая, проведённая во Франции. Россия не принимала участия, вовлечённая в Крымскую войну.

## Подготовка
Наполеон III 8 марта 1853 года издал указ о проведении Всемирной выставки и 22 июня подтвердил своё решение, прибавив отдел садоводства и изящных искусств к будущему мероприятию. В судейскую коллегию избрали Проспера Мериме, Эжена Делакруа, Жан-Огюст-Доминика Энгра. Художники, приглашенные участвовать в выставке, отбирали свои картины с величайшей тщательностью, ибо впервые в истории им была предоставлена возможность помериться силами не только со своими соотечественниками, но и с художниками всех частей света.
Местом проведения выбрали Елисейские поля, где на территории в 15,2 га разместили павильоны 27 стран. В качестве ответа на лондонский Хрустальный дворец в Париже воздвигли Дворец индустрии, на месте которого в 1900 году соорудили Гран-пале.
Выставка проходила с 15 мая по 15 ноября 1855 года и была призвана превзойти по размаху свою лондонскую предшественницу. В день открытия погода была не по-весеннему дождлива и холодна. Впервые во Франции Гектор Берлиоз для дирижирования оркестром использует электрический метроном.

## Проведение
Здесь демонстрировались электрические устройства и впервые появился алюминий в слитках под названием «серебро из глины». Химик Мишель Шеврель удостоился золотой медали за открытие стеарина и выделку свеч из него.
Существовавшая необходимость единой десятичной системы мер привела к учреждению в 1855 году в Париже «Международной ассоциации по созданию единых мер». Однако активно данный вопрос рассматривался во время выставки 1867 года.
Пока солдаты сражались на Крымском полуострове, королева Виктория и французский император вместе посетили выставку, и Наполеон заявил, что «Всемирная выставка поможет создать прочные звенья, чтобы сделать Европу одной большой семьёй».
Подсчитано, что выставку посетило 5 162 330 человек и тем не менее она не принесла прибыли организаторам. Одним из её результатов стало введение системы классификации вин Бордо.

## Галерея

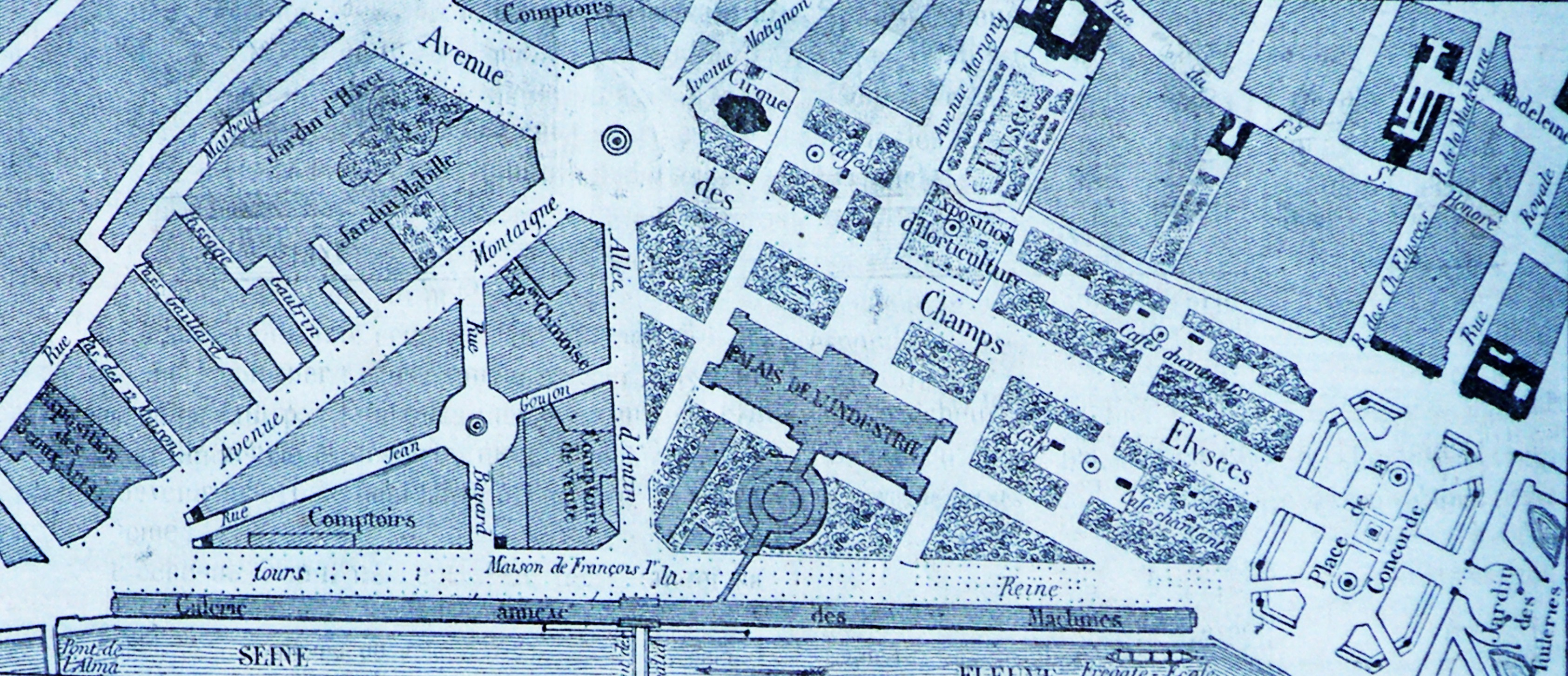
План выставки
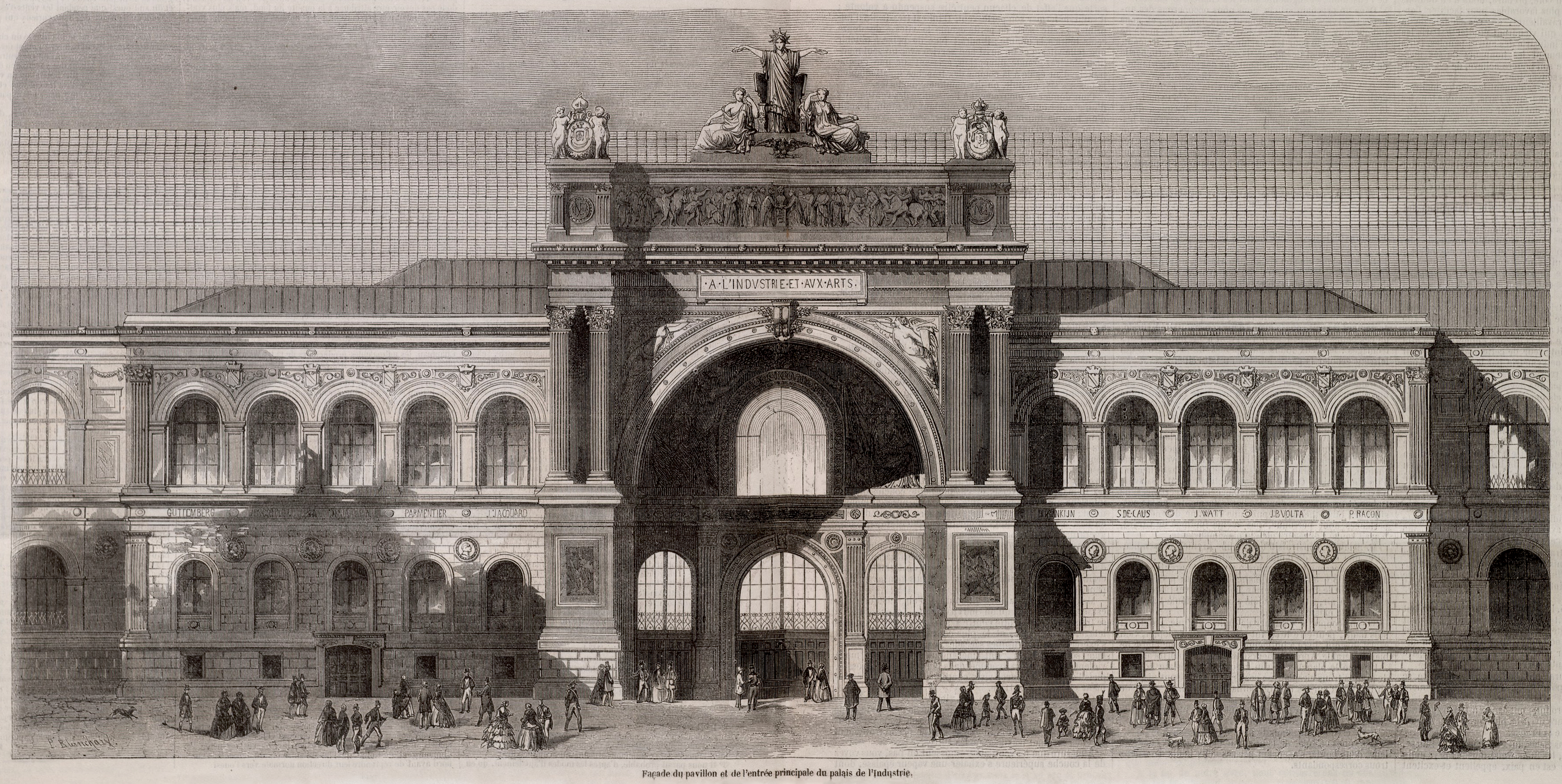
Парадный вход Дворца промышленности
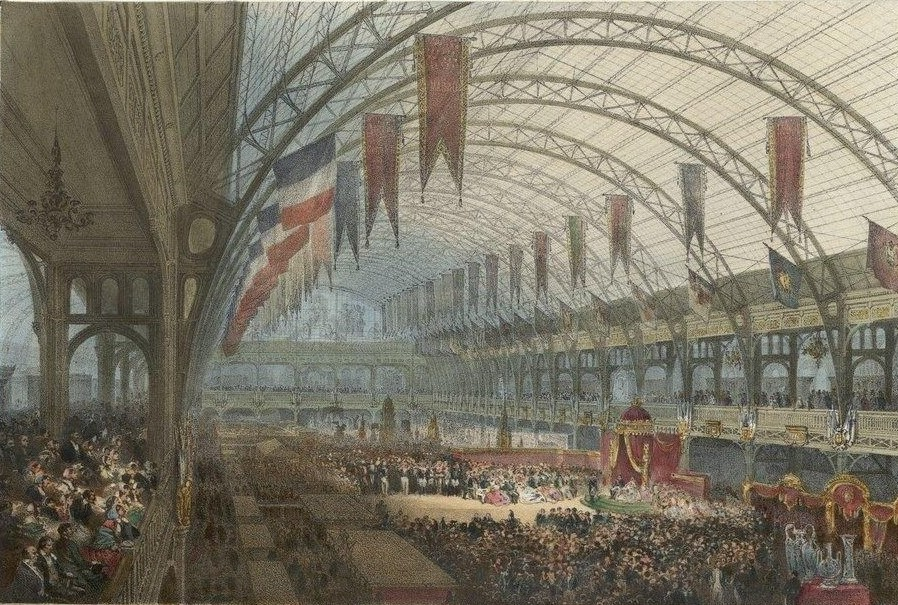
Открытие Наполеоном III всемирной Выставки во Дворце промышленности (литография)
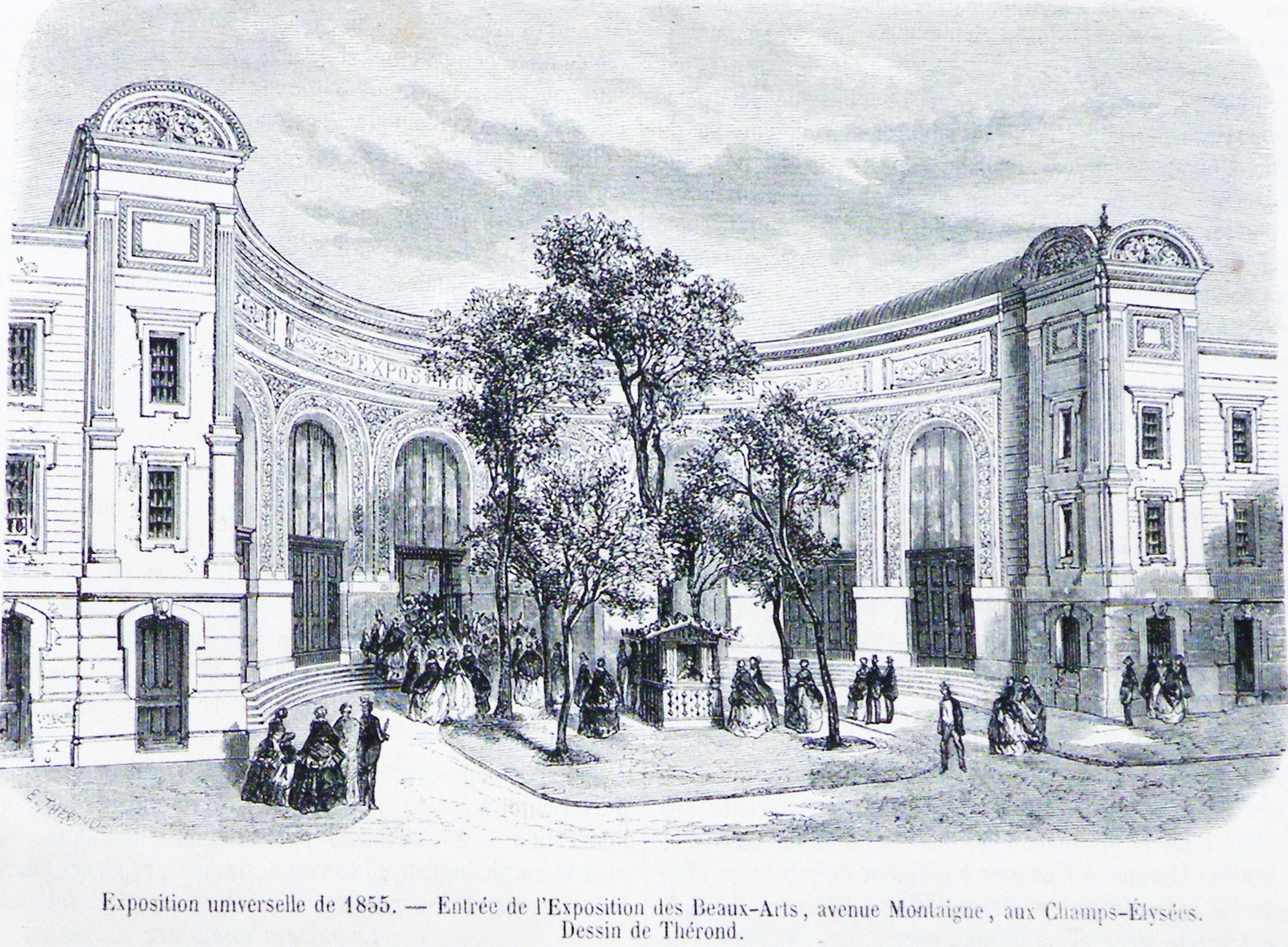
Дворец изящных искусств
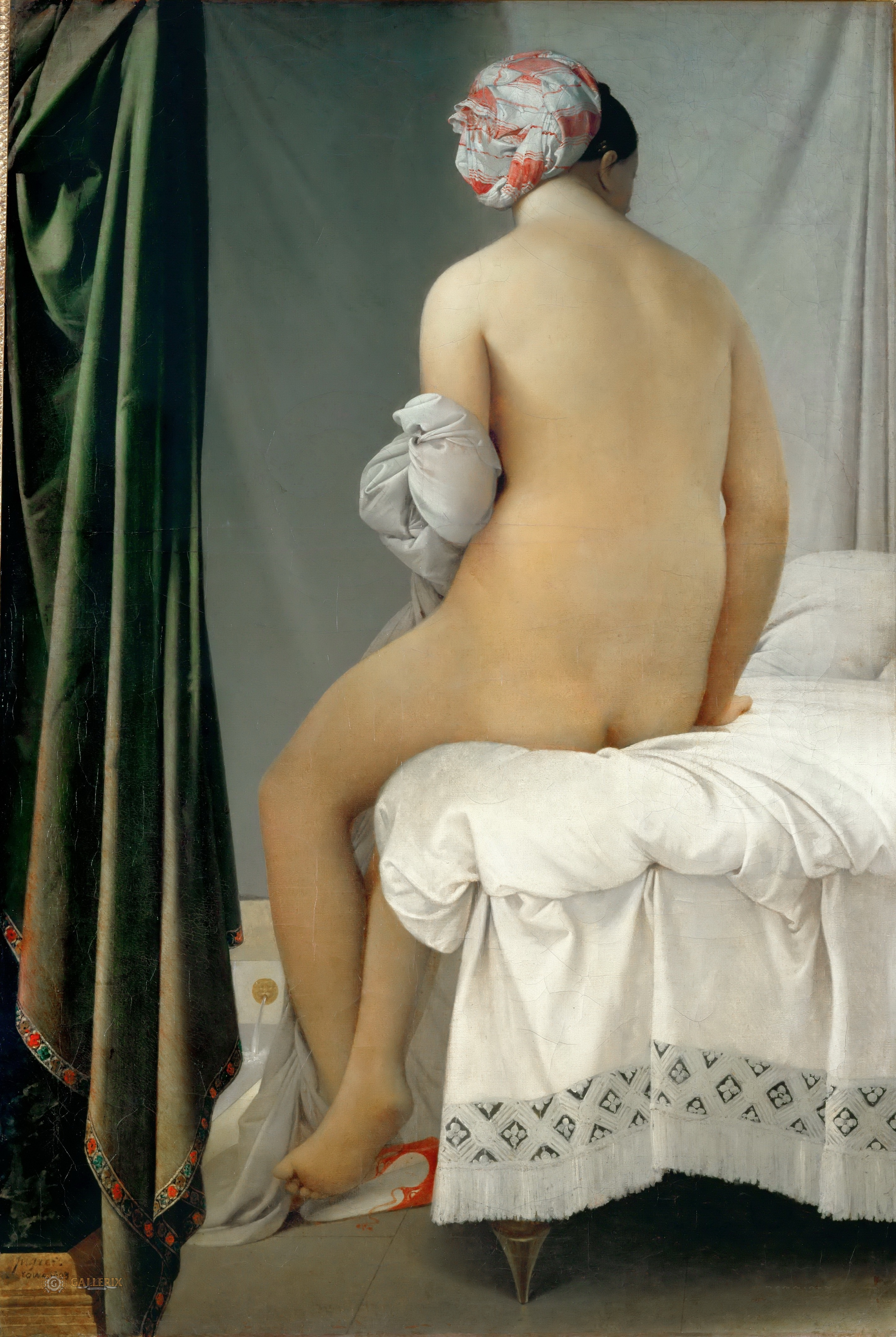
Купальщица Вальпинсона, Энгр. 1808, Лувр
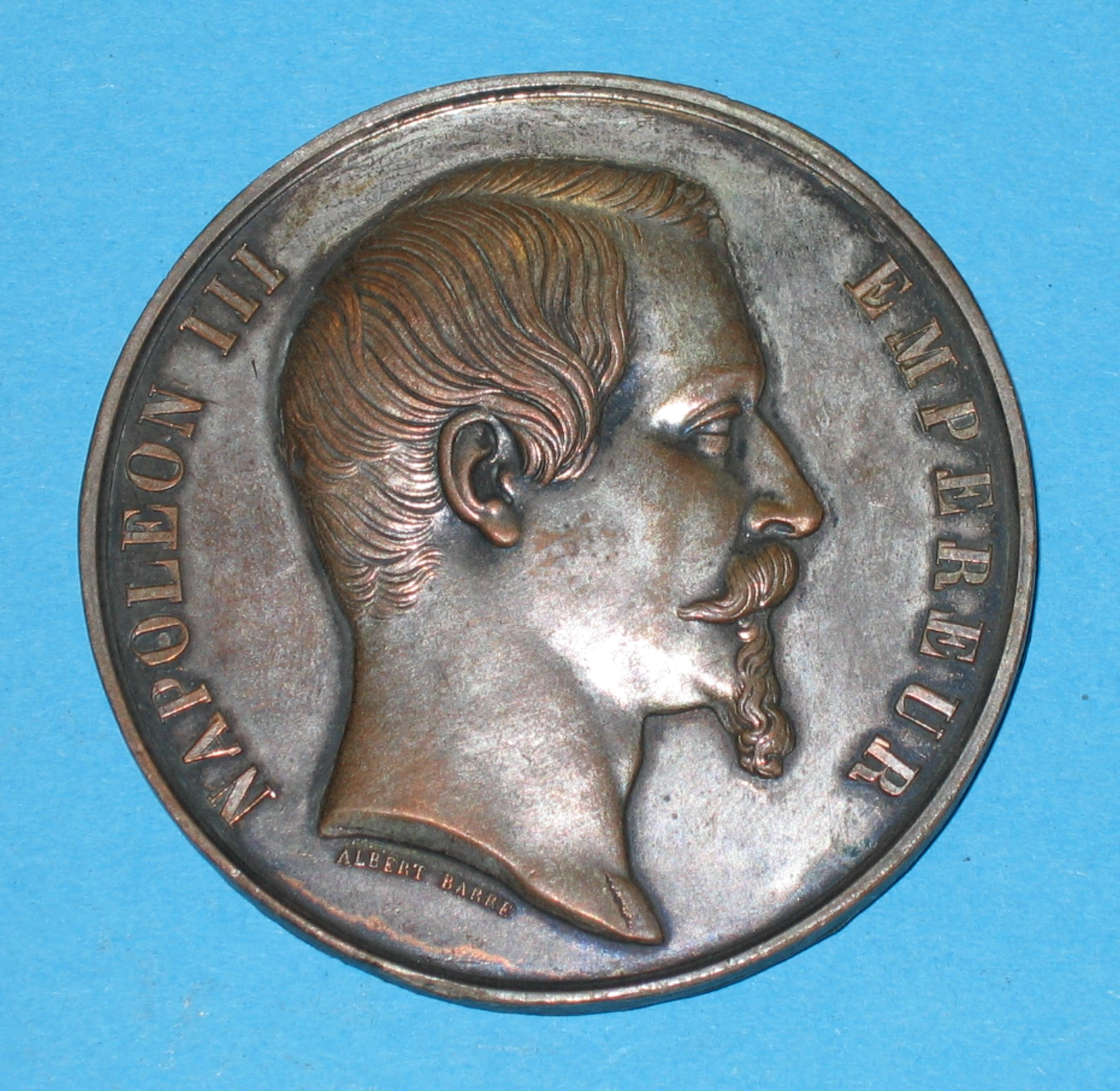
Медаль с профилем императора Наполеона III